# Song Jianfeng
Song Jianfeng és una esportista xinesa que va competir en judo, guanyadora d'una medalla de bronze als Jocs Asiàtics de 1998, i una medalla d'or al Campionat Asiàtic de Judo de 1997.

## Palmarès internacional
| Jocs Asiàtics     | Jocs Asiàtics        | Jocs Asiàtics | Jocs Asiàtics |
| Any               | Lloc                 | Medalla       | Categoria     |
| ----------------- | -------------------- | ------------- | ------------- |
| 1998              | Bangkok ( Tailàndia) | 3             | –70 kg        |
| Campionat Asiàtic |                      |               |               |
| Any               | Lloc                 | Medalla       | Categoria     |
| 1997              | Manila ( Filipines)  | 1             | –66 kg        |